# Тлянада
Тлянада — село в Тляратинском районе Дагестана. Входит в сельское поселение сельсовет Колобский.

## География
Расположено в 16 км к юго-востоку от районного центра — села Тлярата, на реке Цемарор.

## Население
| 1869 | 1888 | 1895 | 1926 | 1939 | 1970 | 1989 |
| ---- | ---- | ---- | ---- | ---- | ---- | ---- |
| 119  | ↗197 | ↗209 | ↘137 | ↘124 | ↗238 | ↗320 |
| 2002 | 2010 | 2021 |      |      |      |      |
| ↘232 | ↗485 | ↗523 |      |      |      |      |